# Roystonea princeps
Roystonea princeps är en enhjärtbladig växtart som först beskrevs av Odoardo Beccari, och fick sitt nu gällande namn av Karl Ewald Maximilian Burret. Roystonea princeps ingår i släktet Roystonea och familjen Arecaceae. IUCN kategoriserar arten globalt som nära hotad. Inga underarter finns listade i Catalogue of Life.